# Stephan Elliott
Pour les articles homonymes, voir Elliott.
Ne doit pas être confondu avec Stephen Elliott (réalisateur).
Stephan Elliott est un producteur, réalisateur et scénariste australien, né le 27 août 1964 à Sydney (Australie). Il a remporté son plus grand succès avec le film Priscilla, folle du désert, sorti en 1994.

## Filmographie

### Comme réalisateur
- 1993 : Frauds
- 1994 : Priscilla, folle du désert (The Adventures of Priscilla, Queen of the Desert)
- 1997 : Bienvenue à Woop Woop (Welcome to Woop Woop)
- 1999 : Voyeur (Eye of the Beholder)
- 2008 : Un mariage de rêve (Easy virtue)
- 2011 : My Best Men (A Few Best Men)
- 2014 : Rio, I Love You (Rio, Eu Te Amo), film à sketches brésilien (segment « Acho que Estou Apaixonado »)
- 2018 : Sweet Seventies (Swinging Safari)

### Comme scénariste
- 1992 : The Resting Place (TV)
- 1993 : Frauds
- 1994 : Priscilla, folle du désert (The Adventures of Priscilla, Queen of the Desert)
- 1999 : Voyeur (Eye of the Beholder)
- 2018 : Sweet Seventies (Swinging Safari)

### Comme acteur
- 1994 : Priscilla, folle du désert (The Adventures of Priscilla, Queen of the Desert) : Jeff The Doorman
- 1997 : Bienvenue à Woop Woop (Welcome to Woop Woop) : Truck Driver
- 2001 : WillFull : Customs Official
- 2018 : Sweet Seventies (Swinging Safari)  : un policier (non crédité)

### Comme producteur
- 2001 : WillFull